# Citrullinemi typ 1
Citrullinemi (CIT) är en autosomal recessiv sjukdom som främst karaktäriseras av ökade serumnivåer av ammoniumjon och citrullin. Varje avkomma från en förälder som bär på ett sjukdomsanlag har 25 % chans att insjukna, 50% chans att bli en asymptomatisk bärare och 25% chans att varken bli påverkad eller bärare. Typ 1 beror av nedsatt funktion i ureacykeln som även brukar resultera i ammoniakförgiftning. Det finns även en ovanligare typ 2 som beror på fel i transporten av citrullin i cellerna.

## Symptom
Symptomen på citrullinemi typ I (CTLN1) brukar uppenbara sig strax efter födseln och påvisas genom utmattning, minskad aptit, kräkningar, spasmer och förlorat medvetande. I mer sällsynta fall kan sjukdomen även uppenbara sig senare under uppväxten eller i vuxenlivet, då som en mildare variant med färre allvarliga symptom.

## Mekanism och behandling
Ureacykeln reducerar vanligen överskott av kväve från proteiner i födan vi intar. Hos patienter med CTLN1 är proteinet i det näst sista steget av metabolismen av arginin defekt och detta innebär att dessa aminosyror inte kan brytas ned.
Behandlingen av CTLN1 går ut på att bromsa nedbrytningen av proteiner genom tillförsel av glukos intravenöst samt att öka utsöndringen av kvävegrupper. Läkemedel som binder in till de aminosyror som ammoniak bildas från tillsätts för avgiftning. I allvarligare fall kan även blodrening behövas för att sänka nivåerna på snabbast möjliga sätt. En långtidsbehandling ingår också, där proteinfattig kost med tillskott av nödvändiga aminosyror, vitaminer och mineraler krävs.

## Genetik
Den nedsatta funktionen i ureacykeln beror på att man är homozygot eller sammansatt heterozygot för skadliga mutationer i ASS1 genen. Genen är belägen på q-armen på kromosom 9 (9q34). ASS1 innehåller 16 exon varav 14 är kodande. Det finns ca 10-14 paraloger av genen vilka inkluderar pseudogener som finns spridda över genomet. Av dessa kopior verkar ASS1 vara den enda fungerande genen. Genen ger upphov till två olika transkript.
I dagsläget har över hundra allelvarianter sammankopplats med sjukdomen. Allelvarianterna bär på olika mutationer där de mest diskuterade är SNP:s. Sju olika SNP:s i den aktuella genen har blivit omnämnda i två olika artiklar. Dock inte i samband med just citrullinemi. I en av artiklarna diskuteras bland annat låga nivåer av citrullin och dess bidragande faktor för gomspalt samt undersökning av involverade polymorfa varianter av gener relaterade till argininmetabolism, bidragande till sjukdomen.

## Diagnostik
Citrullinemi ingår i nyföddhetsscreeningen med PKU-prov. Det är ett prov som tas på alla nyfödda sedan 1960-talet för att tidigare kunna hitta vissa medfödda genetiska sjukdomar som kräver en tidig diagnostisering samt behandling. Diagnosen baseras på förhöjda plasmanivåer av ammoniakkoncentration och citrullin. Ökade nivåer av citrullin detekteras i torkat blodprov från nyfödda med hjälp av screening, tandemmasspectroskopi.
Om screeningresultatet visar positivt krävs fler diagnostiska tester för att bestyrka fastställa resultat. Dessa test görs via blodprovstagning och analys av DNA där patogena varianter i ASS1-genen identifieras med hjälp av molekylära genetiska tester och sekvensanalyser.